# Повторники
Обиходное название категории политических заключенных ГУЛАГ, осужденных по Указу Президиума Верховного Совета СССР от 21 февраля 1948 года «О направлении особо опасных государственных преступников по отбытии наказания в ссылку на поселение в отдалённые местности СССР». Заключенные этой категории осуждались к бессрочной («вечной») ссылке без совершения какого-либо повторного преступления, с использованием в качестве обвинения тех же фактов и статей Уголовного Кодекса, которые применялись при предыдущем осуждении.
Указ обязывал Министерство внутренних дел СССР всех отбывающих наказание в особых лагерях и тюрьмах шпионов, диверсантов, террористов, троцкистов, правых, меньшевиков, эсеров, анархистов, националистов, белоэмигрантов и участников других антисоветских организаций и групп и лиц, представляющих опасность по своим антисоветским связям и враждебной деятельности, по истечении сроков наказания направлять по назначению Министерства государственной безопасности СССР в ссылку на поселение под надзор органов МГБ.
Кроме того, в ссылку направлялись и государственные преступники тех же категорий, которые освободились из исправительно-трудовых лагерей и тюрем со времени окончания Великой Отечественной войны.
Решение принималось во внесудебном порядке, заочно Особым совещанием при МГБ СССР, причем без указания срока ссылки, в отведенные для этого отдаленные регионы СССР, в частности, в районы Колымы на Дальнем Востоке, в районы Красноярского края и Новосибирской области, расположенные в 50 километрах севернее Транссибирской железнодорожной магистрали, в Казахскую ССР, за исключением Алма-Атинской, Гурьевской, Южно-Казахстанской, Актюбинской, Восточно-Казахстанской и Семипалатинской областей.
Указ не был опубликован в открытой печати, и потому новый арест вызывал удивление у отбывших наказание заключенных. Троцкистка Н. А. Иоффе, освобожденная в 1941 г. и вновь арестованная в 1949 г., вспоминала:
«Я пыталась понять — почему меня взяли. Если, живя на Колыме, я ещё встречалась иногда с бывшими зеками, товарищами по лагерю, то последние три года я ни с кем не встречалась и ни с кем не переписывалась. Но разве в этом дело! Я прекрасно знала, что если вышло распоряжение брать какую-то категорию людей, то их будут брать, хотя бы для этого не было никаких оснований. Кстати, так оно и оказалось: пришёл новый министр Абакумов и решил, очевидно, оставить след в истории: создать так называемых „повторников“, то есть взять тех, кто отбывал срок в 30-х годах и уцелел.»